# Septoria
Septoria Sacc. – rodzaj grzybów z rodziny Mycosphaerellaceae. Grzyby mikroskopijne, endobionty, zazwyczaj rozprzestrzenione na całym świecie, w większości pasożyty roślin. Wywołują u nich choroby zwane septoriozami, objawiające się plamistością liści.

## Morfologia
Strzępki ich grzybni wegetatywnej rozwijają się wewnątrz komórek, lub pomiędzy komórkami żywiciela.
Kuliste, butelkowate lub elipsoidalne pyknidia zazwyczaj są częściowo, rzadziej całkowicie zanurzone w jego tkankach. Ściany pyknidiów zbudowane są z 2-4 warstw ściśle do siebie przylegających komórek. Komórki w warstwie zewnętrznej są grubościenne i zazwyczaj ciemnobrązowe do czarnych, rzadziej jasnobrązowe lub żółtawe. Hialinowe, o butelkowatym, beczułkowatym lub ampułowatym kształcie Komórki konidiotwórcze znajdują się w wewnętrznej, przeważnie jasnobrązowej ścianie pyknidiów. Konidia hialinowe, długie, nitkowate, proste, sierpowate lub różnie wygięte, zazwyczaj wielokomórkowe z poprzecznymi przegrodami. Wydostają się z pyknidiów przez pojedynczą ostiolę na szczycie.

## Systematyka i nazewnictwo
Pozycja w klasyfikacji według Index Fungorum: Mycosphaerellaceae, Mycosphaerellales, Dothideomycetidae, Dothideomycetes, Pezizomycotina, Ascomycota, Fungi.
Synonimy:Septaria Fr.,
Septoriopsis Gonz. Frag. & M.J. Paúl
Spilosphaeria Rabenh.
U licznych gatunków znane są tylko anamorfy.
W obrębie rodzaju Septoria opisano ponad 2000 gatunków. W wyniku prowadzonych w ostatnich latach badań molekularnych, obserwacji kultur hodowanych na pożywkach, oraz badań genetycznych, liczne z nich uznane zostały za synonimy, lub przeniesione do innych rodzajów, głównie do rodzaju Mycosphaerella oraz innych, nowo utworzonych rodzajów. Już w 2012 r. liczba gatunków Septoria zmniejszyła się do 1070, klasyfikacja w obrębie rodzaju Septoria nadal dynamicznie zmienia się i należy się spodziewać, że w trakcie dalszych badań ulegnie jeszcze dużej zmianie.

## Gatunki rodzajuSeptoriaw Polsce
W 2013 r. dr hab. Agata Wołczańska na podstawie zbiorów własnych, oraz zbiorów zielnikowych zgromadzonych w polskich herbariach dokonała rewizji rodzaju Septoria w Polsce. Znalazła 18 nowych, dotąd na terenie Polski nieznanych taksonów, równocześnie wyłączyła z mykobioty Polski wiele innych, błędnie oznaczonych. Liczne gatunki z powodu zmian w taksonomii przeniesione zostało do innych rodzajów. W wyniku rewizji liczba gatunków Septoria w Polsce wynosi 200.
Większość gatunków z rodzaju Septoria w Polsce należy do grupy rzadkich, lub bardzo rzadkich. Do gatunków pospolitych należą:
- występujące na dziko żyjących roślinach: S. aegopodii, S. polygonorum, S. scabiosicola
- występujące na roślinach uprawnych: S. apiicola, S. lycopersici

## Lista gatunków występujących w Polsce
- Septoria achilleicola Melnik 1967
- Septoria aegopodii Desm. 1834[6]
- Septoria aegopodina Sacc.[6]
- Septoria aesculi (Lib.) Westend[6]
- Septoria agrimoniae-eupatoriae E. Bommer & M. Rousseau 1886[6]
- Septoria albopunctata Cooke 1883[6]
- Septoria alpicola Sacc. 1897
- Septoria anchusae Syd. 1935[6]
- Septoria alni Sacc. 1878
- Septoria anemones Desm. 1838
- Septoria anthyllidis Sacc.[6]
- Septoria apiicola Speg. 1887
- Septoria aquilariae J.F. Lue & P.K. Chi 1994
- Septoria arabidis Sacc. 1878[6]
- Septoria armoraciae Sacc. 1878[6]
- Septoria artemisiae Pass. 1879[6]
- Septoria artemisiae-maritimae Lobik 1928[6]
- Septoria arunci Pass. 1879[6]
- Septoria asari Sacc. 1878[6]
- Septoria associata Bubák & Kabát 1907[6]
- Septoria astericola Ellis & Everh. 1889
- Septoria astragali Desm. 1843
- Septoria aucubae Westend. 1857[6]
- Septoria baudysiana Sacc. 1914[6]
- Septoria betae Westend. 1854
- Septoria betulae (Lib.) Westend. 1878[6]
- Septoria betulae-odoratae Bubák & Vleugel 1911[6]
- Septoria bidentis Sacc. 1878
- Septoria bresadolana Willi Krieg[6]
- Septoria brissaceana Sacc. & Letell. 1882
- Septoria bromi Sacc. 1878
- Septoria bunkinae Teterevn.-Babajan 1984
- Septoria calamagrostidis (Lib.) Sacc. 1892[6]
- Septoria calaminthae C. Massal. 1911[6]
- Septoria callistephi Gloyer 1921[6]
- Septoria callae (Lasch) Sacc. 1884
- Septoria campanulae (Lév.) Sacc. 1884[6]
- Septoria cannabis (Lasch) Sacc. 1884
- Septoria cardamines Fuckel 1863[6]
- Septoria caricinella Sacc. & Roum. 1884
- Septoria caricis Pass. 1879
- Septoria carvi Syd. 1932[6]
- Septoria centaureae (Roum.) Sacc. 1884
- Septoria cerastii Roberge ex Desm. 1849
- Septoria chaerophylli-aromatici Kabát & Bubák 1904[6]
- Septoria chelidonii Desm. 1842
- Septoria chenopodii Westend. 1851
- Septoria chrysanthemella Sacc. 1895
- Septoria cirsii Niessl 1865
- Septoria cirsii-heterophylli Petr. 1925[6]
- Septoria clematidis Roberge ex Desm. 1853
- Septoria clematidis-rectae Sacc. 1876[6]
- Septoria commutata Bubák 1916[6]
- Septoria convolvuli Desm. 1842
- Septoria corni-maris Sacc. 1878[6]
- Septoria cornina Kuhnh.-Lord. 1947[6]
- Septoria crataegi J. Kickx f. 1867[6]
- Septoria crepidis Vestergr. 1896
- Septoria cruciatae Roberge ex Desm. 1847
- Septoria cucubali Lebedeva 1921[6]
- Septoria cucurbitacearum Sacc. 1878
- Septoria dianthi Desm. 1849
- Septoria dianthicola Sacc. 1878[6]
- Septoria diedickei Sacc. & D. Sacc. 1906
- Septoria digitalis Pass. 1879
- Septoria dimera Sacc. 1880
- Septoria dulcamarae Desm. 1841
- Septoria ebuli Roberge ex Desm. 1850
- Septoria elaeagni (Chevall.) Desm. 1853
- Septoria elymi Ellis & Everh. 1892[6]
- Septoria endiviae Thüm. 1880[6]
- Septoria epilobii Westend. 1852
- Septoria epipactidis Sacc. 1878[6]
- Septoria erigerontis Peck 1872[6]
- Septoria eupatorii Roberge ex Desm. 1853
- Septoria euphorbiae Kalchbr. 1865[6]
- Septoria ficariae Desm. 1841
- Septoria ficariicola (Lasch) Sacc. 1884[6]
- Septoria frangulae Guépin 1881[6]
- Septoria fraxini Desm. 1840[6]
- Septoria fulvescens Sacc. 1878
- Septoria galeobdoli C. Massal. 1902[6]
- Septoria gaurina Ellis & Kellerm. 1883[6]
- Septoria galeopsidis Westend. 1857
- Septoria geranii Roberge ex Desm. 1853
- Septoria gladioli Pass. 1875
- Septoria gracilis Pass. 1879[6]
- Septoria gymnadeniae Thüm. 1877[6]
- Septoria glomerata Jørst. 1967
- Septoria helianthi Ellis & Kellerm. 1883
- Septoria hepaticicola (Duby) Jørst. 1965
- Septoria heracleicola Kabát & Bubák 1907[6]
- Septoria heterochroa Desm. 1847
- Septoria hordei Jacz. 1917[6]
- Septoria humuli Westend. 1854
- Septoria hydrangeae Bizz. 1885
- Septoria hyoscyami Hollós 1908[6]
- Septoria hydrocotyles Desm. 1842
- Septoria inconspicua Berk. & M.A. Curtis 1874
- Septoria inulicola-britannicae Teterevn.-Babajan & Savinceva 1972
- Septoria jasiones (Bres.) Died. 1914
- Septoria kaznowskii M.I. Nikol. 2008
- Septoria lactucae Pass. 1879
- Septoria lamiicola Sacc. 1884
- Septoria lapsanae Bernaux 1952
- Septoria laubertiana Teterevn.-Babajan 1984
- Septoria lavandulae Desm. 1853
- Septoria laubertiana Teterevn.-Babajan 1984
- Septoria leontodontis A.L. Sm. 1916,
- Septoria leucanthemi Sacc. & Speg. 1878
- Septoria libanotidis Died. 1914[6]
- Septoria lineolata Sacc. & Speg. 1881
- Septoria linnaeae (Ehrenb.) Sacc. 1890[6]
- Septoria lobeliae Peck 1872
- Septoria loligena R. Sprague 1944[6]
- Septoria luzulae J. Schröt. 1890[6]
- Septoria lycoctoni Speg. 1880[6]
- Septoria lycopersici Speg. 1882
- Septoria lycopi Pass. 1878
- Septoria lysimachiae Westend. 1852
- Septoria macropoda Pass. 1879
- Septoria maianthemi Westend. 1857[6]
- Septoria melampyri Strasser 1910[6]
- Septoria melissae Desm. 1853[6]
- Septoria menthae (Thüm.) Oudem. 1875
- Septoria menyanthis Desm. 1853
- Septoria mercurialis Westend. 1854[6]
- Septoria minuta J. Schröt. 1896
- Septoria mougeotii Sacc. & Roum. 1884
- Septoria nepetae Ellis & Everh. 1888[6]
- Septoria oenanthis Ellis & Everh. 1894
- Septoria oenotherae Westend. 1857
- Septoria oleandrina Sacc. 1876[6]
- Septoria orchidearum Westend. 1851
- Septoria paeoniae Westend. 1852
- Septoria parnassiae Died. 1914[6]
- Septoria petroselini Desm. 1843
- Septoria phlogis Sacc. & Speg. 1878
- Septoria phragmitis Sacc. 1878[6]
- Septoria phyllachoroides Pass. 1890[6]
- Septoria phyteumatis Siegm. 1870[6]
- Septoria pisi Westend. 1857[6]
- Septoria plantaginis-majoris (Sacc.) Nannf. 1950
- Septoria polygonorum Desm. 1842
- Septoria posoniensis Bäumler 1885
- Septoria potentillica Thüm. 1877
- Septoria primulae Buckn. 1885
- Septoria prostrata Kabát & Bubák 1905[6]
- Septoria ptarmicae Pass. 1879[6]
- Septoria quercicola Sacc. 1878
- Septoria quercina Fautrey 1895[6]
- Septoria roemeriana Moesz 1915[6]
- Septoria rohlenae Bubák 1906[6]
- Septoria rubicola Hollós 1926[6]
- Septoria rumicis Trail 1889[6]
- Septoria salicis Westend. 1851[6]
- Septoria salviae Pass. 1879[6]
- Septoria saponariae (DC.) Savi & Becc. 1862
- Septoria scabiosicola Desm. 1853
- Septoria scleranthi Desm. 1857
- Septoria scutellariae Thüm. 1880
- Septoria secalis Prill. & Delacr. 1889
- Septoria sedi Westend. 1854
- Septoria senecionis Westend. 1852
- Septoria sii Roberge ex Desm. 1853
- Septoria silvicola Desm. 1859
- Septoria sisymbrii Niessl 1866[6]
- Septoria soldanellae Speg. 1880[6]
- Septoria sorbi Lasch 1843
- Septoria stachydis Roberge ex Desm. 1847
- Septoria stellariae Roberge ex Desm. 1847
- Septoria sydowiana (Allesch.) Died. 1914
- Septoria symphyti Cejp 1970
- Septoria syringae Sacc. & Speg. 1878[6]
- Septoria tabacina Died. 1916
- Septoria tanaceti Niessl 1865
- Septoria taraxaci Hollós 1907
- Septoria teucrii Sacc. 1878
- Septoria tiliae Westend. 1854[6]
- Septoria tinctoriae Brunaud 1890[6]
- Septoria tormentillae Roberge ex Desm. 1847
- Septoria tosevi Bubák 1904[6]
- Septoria trapae-natantis J. Wiśn. 1910[6]
- Septoria trientalis (Lasch) Sacc. 1890
- Septoria tunicarum N.P. Golovina 1960
- Septoria ulmariae Oudem. 1876
- Septoria urticae Roberge ex Desm. 1847
- Septoria valerianae Sacc. & Fautrey 1900[6]
- Septoria verbenae Roberge ex Desm. 1847
- Septoria veronicae Roberge ex Desm. 1849
- Septoria viburni Westend. 1852[6]
- Septoria villarsiae Desm. 1842
- Septoria vincae Desm. 1843
- Septoria vincetoxici (Ficinus & C. Schub.) Auersw. 1869[6]
- Septoria violae-palustris Died. 1914
- Septoria virgaureae Desm. 1842
- Septoria viscariae Rostr. 1888[6]
- Septoria weissii Allesch. 1893[6]
- Septoria wodziczkiana Dominik 1934[6]
- Septoria xanthii Desm. 1847[6]
- Septoria xylostei Sacc. & G. Winter 1883

Nazwy naukowe na podstawie Index Fungorum. Wykaz gatunków występujących w Polsce według A. Wołczańskiej.